# Dobrești, Argeș
Dobrești là một xã thuộc hạt Argeș, România. Dân số thời điểm năm 2002 là 1844 người.